# Synthetische taal
Een synthetische taal is in de morfologische taaltypologie strikt genomen elke taal waarin morfemen voorkomen, maar over het algemeen wordt de term "synthetisch" alleen gebruikt voor talen waarin de morfemen ook als porte-manteaumorfemen kunnen voorkomen, dat wil zeggen meer dan één betekenis kunnen hebben. Voorbeelden van dergelijke talen zijn het Grieks en Latijn, evenals de meeste Baltische, Slavische en Fins-Oegrische talen. Ook sommige kunsttalen zoals Esperanto en Quenya behoren tot deze groep.

## Principe
Het meest kenmerkend voor een synthetische taal is dat door middel van één enkel woord (lexeem) vaak allerlei verschillende betekenisaspecten zoals persoon, werkwoordstijd en wijs worden weergegeven met behulp van porte-manteaumorfemen. Er is dus met andere woorden veel agglutinatie.
De betekenis van een zin wordt dus in de eerste plaats bepaald door de vorm van de lexemen, en niet door de plaats van een woord of zinsdeel in de zin. Nog iets anders geformuleerd: er zijn veel woordparadigma's, in het bijzonder van de naamwoorden en werkwoorden. De volgorde van de woorden en zinsdelen is in synthetische talen logischerwijs behoorlijk vrij, aangezien er dankzij de typische vorm van de lexemen geen verwarring kan ontstaan.

## Flecterende taal
De meeste synthetische talen worden beschouwd als flecterende ofwel fusionele talen. In synthetische talen wordt op zeer grote schaal gebruikgemaakt van vervoegingen en verbuigingen ofwel naamvallen. Een voorbeeld is de vervoeging van het Latijnse werkwoord laudare ("prijzen"): laudaveram betekent "ik had geprezen" en is opgebouwd uit de elementen lauda (stam) + v (suffix) + eram (eerste persoon enkelvoud van de onvoltooid verleden tijd).

## Polysynthetische taal
Het meest extreme geval van een synthetische taal is een polysynthetische taal. In deze talen kan een enkel lexeem, bijvoorbeeld een vervoeging, soms niet alleen als zinsdeel maar zelfs als volledige zin dienstdoen. Dit is bijvoorbeeld mogelijk doordat objecten en bepalingen in de vorm van het werkwoord worden geïncorporeerd (zie ook polypersonalisme).
Een voorbeeld is deze vervoeging in het Tsjoektsjisch, een taal van de Eskimo-Aleoetische familie: tə ("ik")-meyŋə ("groot")- levtə ("hoofd")- pəɣt ("pijn")- ərkən ("voortduren"), ofwel "ik heb vreselijke hoofdpijn".

## Geschiedenis
Een synthetische structuur is eveneens kenmerkend voor de grammatica van het merendeel van de in Europa, Zuidwest-Azië en Centraal-Azië gesproken talen, die tot verschillende taalfamilies behoren. In de speculatieve taalkunde worden mede op grond hiervan al deze talen soms tot één grote superfamilie gerekend, het Nostratisch.
Het is in ieder geval zo goed als zeker dat ook de grammatica van het Proto-Indo-Europees in hoge mate synthetisch was; deze taal kende naar schatting 7 of 8 naamvallen. Deze structuur is in de Baltische en Slavische talen nog redelijk goed bewaard gebleven, maar in de meeste andere Indo-Europese talen is er veel minder van over. Het verst is dit "afslijtingsproces" gevorderd in het Afrikaans, het Engels en de Scandinavische talen; deze talen kennen amper nog vervoegingen en verbuigingen, laat staan in uiteenlopende vormen.